# Plusilla rosalia
Plusilla rosalia är en fjärilsart som beskrevs av Otto Staudinger 1892. Plusilla rosalia ingår i släktet Plusilla och familjen nattflyn. Inga underarter finns listade i Catalogue of Life.